# Убреж
Убреж (словац. Úbrež) — село в Словаччині в районі Собранці Кошицького краю. Село розташоване на висоті 130 м над рівнем моря. Населення — 645 чол. Вперше згадується в 1337 році. В селі є бібліотека, спортивний зал та футбольне поле.

## Населення
| Рік:            | 1994. | 2004.    | 2014.    | 2024.    |
| --------------- | ----- | -------- | -------- | -------- |
| Кількість осіб: | 580   | 650      | 746      | 1112     |
| Різниця:        |       | +12,06 % | +14,76 % | +49,06 % |

| Рік:            | 2023. | 2024.   |
| --------------- | ----- | ------- |
| Кількість осіб: | 1090  | 1112    |
| Різниця:        |       | +2,01 % |

## Пам'ятки
У селі є греко-католицька церква зіслання Святого Духа з 1854 року в стилі бароко—класицизму, римо-католицький костел святого Штефана—короля з 1863 року та православна церква Святого Духа з 1997 року.
Уперше церква в селі згадується у 1374 році на місці старого цвинтаря. У 1747 році згадується дерев'яна церква святого Миколая.

## Географія
Протікають Реметський потік і Дреньовець.